# Château d'Hořovice
 (mai 2024).
Le château d'Hořovice (en tchèque : zámek Hořovice) est un château situé dans la ville de Hořovice, dans la région de Bohême centrale de la République tchèque.

## Histoire
Construit puis agrandi au cours du temps, le château est alors divisé en deux parties distinctes par son style architectural et par son usage. Le « Vieux Château » est bâti dans un style gothique du XIVe siècle, tandis que le « Nouveau Château » date de la première moitié du 19ème siècle dans un style baroque souhaité par son propriétaire Frédéric-Guillaume (dernier prince-électeur de Hesse-Cassel) et selon les plans de l'architecte de Cassel Gottlob Engelhardt.
Le château n'a enfin obtenu sa forme définitive et actuelle qu'après d'autres changements structurels dus à des rénovations au début du XXe siècle. Le mobilier des pièces et de l'intérieur s'inscrive dans un style néoclassique tardif.
Le château a servi de résidence principale aux princes de Hanau, de 1867 jusqu'à la fin de la Seconde Guerre mondiale. Ils étaient les descendants de Friedrich Wilhelm I de Hesse de son mariage avec Gertrude Lehmann, qui fut nommée princesse de Hanau et Horowitz (Hořovice).

## Présent
Aujourd'hui, le château appartient à l'État. Le Nouveau Château est ouvert au public et propose des visites touristiques. Depuis 2001, le château est protégé en tant que monument culturel national. L'enceinte de la cour est décorée de sculptures de Matthias Braun.
Le vieux château abrite un poste de police de la République tchèque, la bibliothèque et le centre d'information municipale, ainsi que les bureaux d'un centre familial et du musée du Karst de Bohême. Une galerie et une exposition du musée de la région d'Hořovice s'y trouvent également.

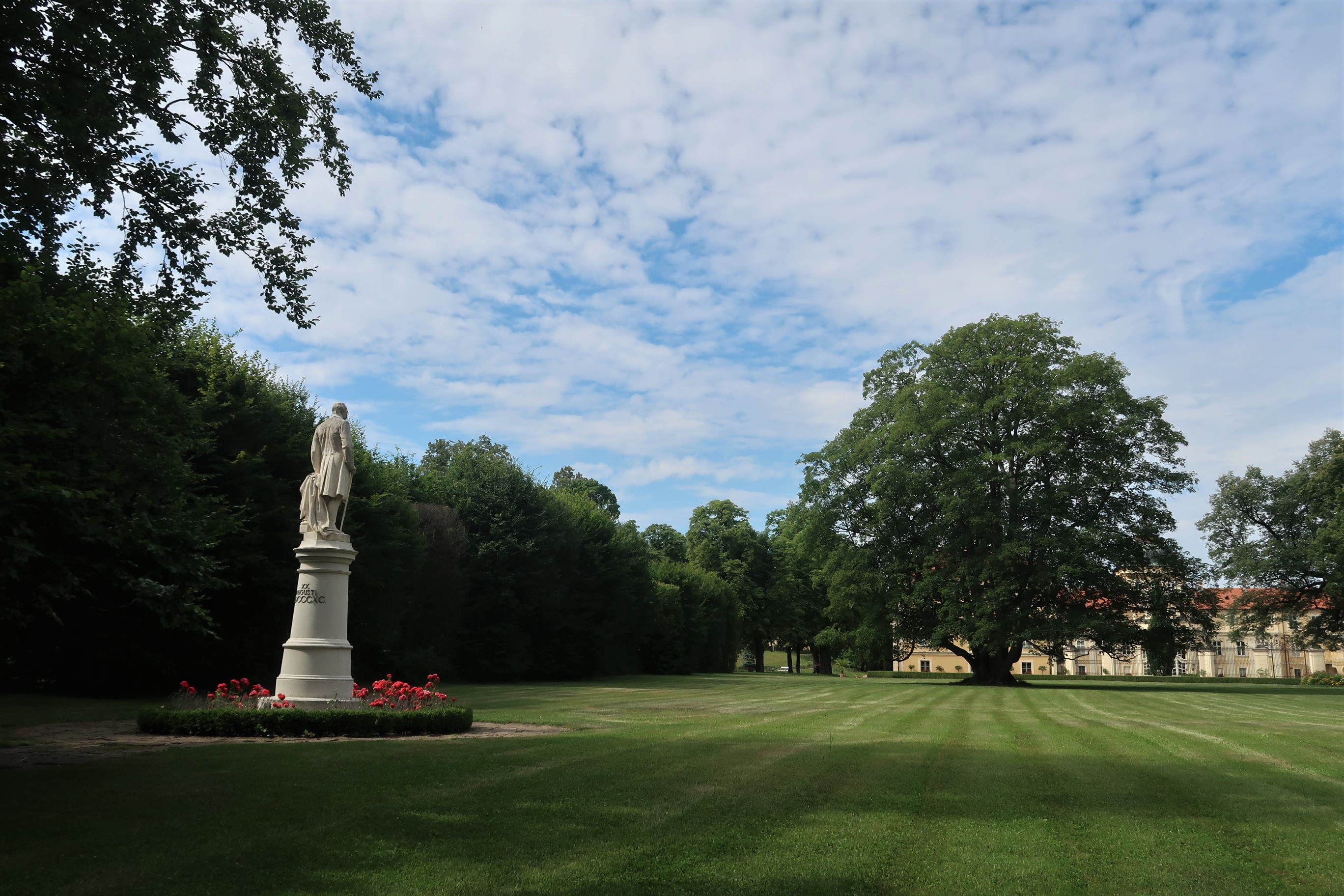
Parc du château.
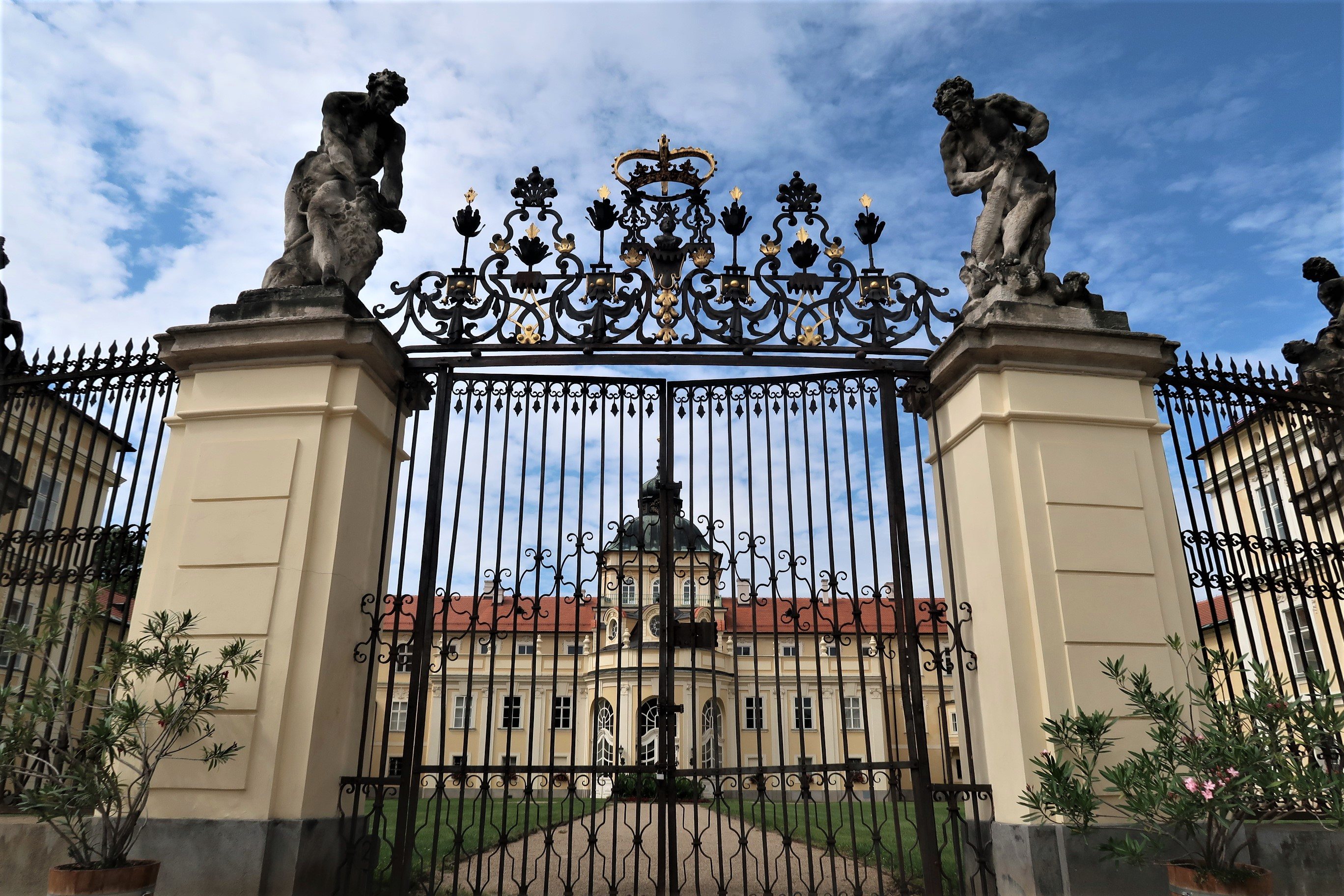
La porte Hercule entre la cour d'honneur et le parc du château.
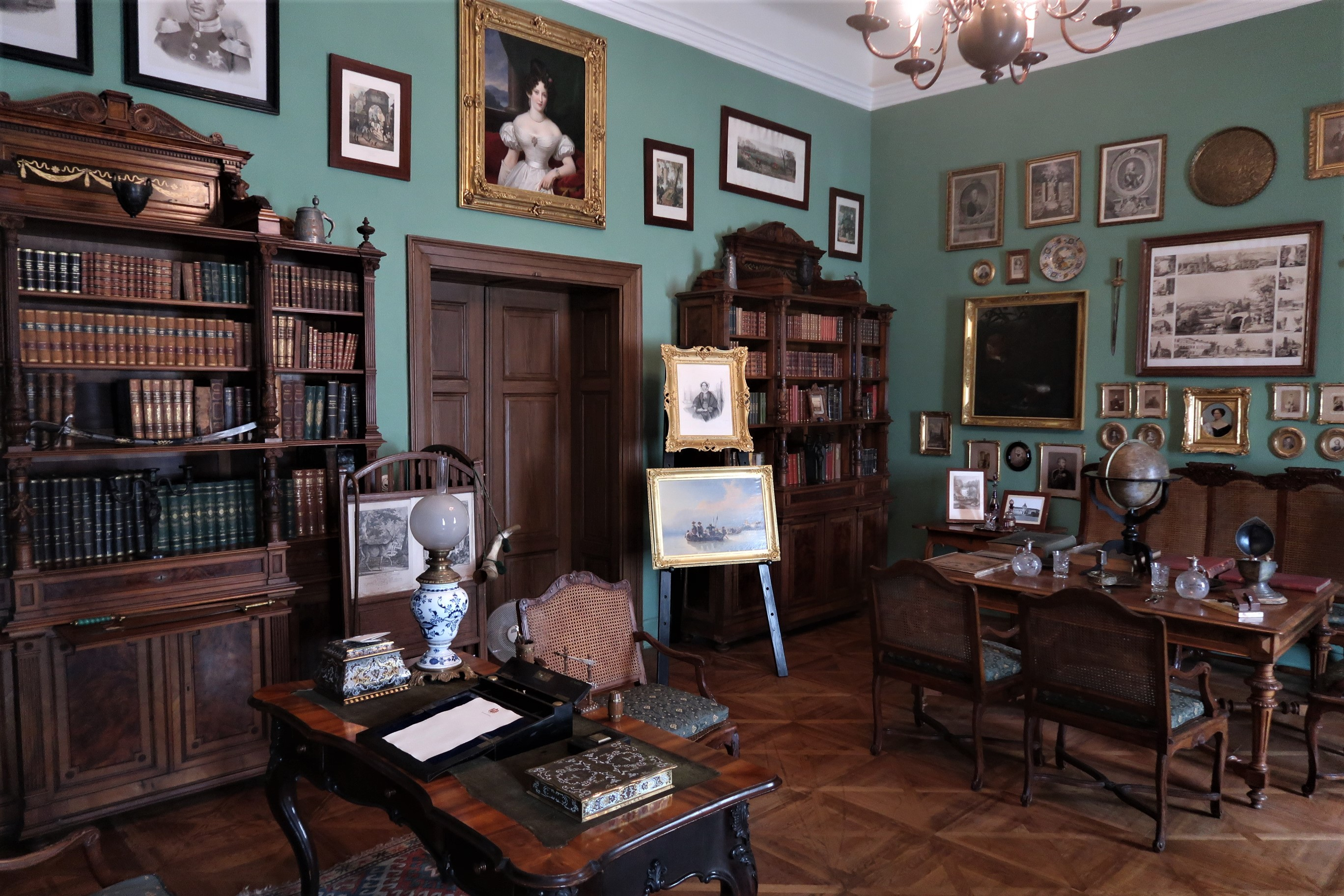
Suite des princes de Hanau, bibliothèque.
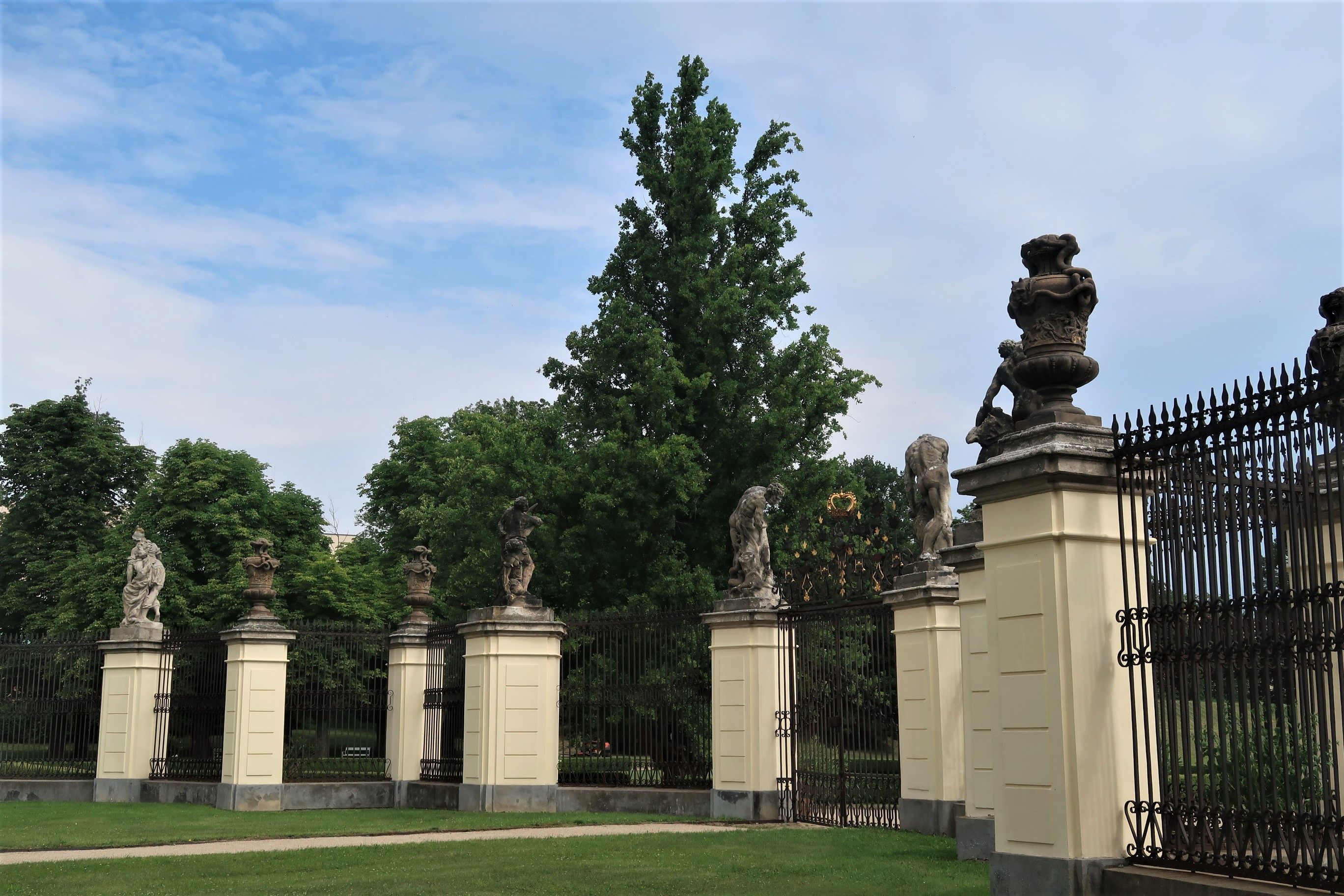
Enceinte du château avec les sculptures de Matthias Braun.